# 써스펙트 (2001년 영화)
《써스펙트》(영어: The Pledge)는 미국에서 제작된 숀 펜 감독의 2001년 네오누아르 심리 미스터리 스릴러 영화이다. 잭 니컬슨 등이 출연하였고, 마이클 피츠제럴드 등이 제작에 참여하였다.
프리드리히 뒤렌마트의 1958년 소설 “약속”이 원작이다.
이 영화는 2001년 제52회 칸 영화제에 출품되었다.

## 줄거리
은퇴를 앞둔 리노 (네바다주)의 경찰관 제리 블랙은 부서에서 주최한 은퇴 파티에 참석한다. 이 자리에서 폴락 반장은 제리에게 멕시코 낚시 여행 티켓을 선물로 준다. 파티는 지니 라슨이라는 아이가 살해된 채 발견되면서 중단된다. 제리는 다른 형사인 스탠 크롤락과 함께 사건 현장으로 향한다.
제리는 지니의 부모님에게 비극적인 소식을 전하고, 지니의 어머니 마가렛 라슨은 제리에게 딸이 만든 십자가에 대고 살인범을 찾겠다고 맹세하게 한다. 다음 날, 지적 장애를 가진 아메리카 원주민 남성인 토비 제이 와데나가 용의자로 발견된다. 스탠은 토비의 장애를 이용하여 그가 지니를 죽였다고 설득한다. 자백 후 토비는 부관의 총을 훔쳐 자살한다. 지니의 부검 결과 사망 전 초콜릿을 먹은 것으로 밝혀지고, 토비의 트럭에서 발견된 초콜릿 포장지는 그가 어린 소녀를 죽였을 가능성을 굳혀 사건은 종결되지만, 제리는 여전히 의심한다.
살인범을 찾겠다는 맹세를 굳게 지키기 위해 제리는 멕시코에 가지 않고 비행기를 놓친다. 대신 그는 지니의 할머니 애널리스 한센을 찾아가고, 그녀는 자신과 지니가 읽곤 했던 많은 이야기를 들려준다. 그중 하나는 천국에서 내려온 천사가 죽은 아이를 생전에 사랑했던 모든 곳으로 날려 보낸 후 신에게 인도한다는 이야기다. 제리는 지니의 친구 베키 피스크를 찾아가고, 베키는 죽기 직전 "거인"이라고 부르는 남자와 친구가 되었다고 말한다. 제리는 지니가 그린 "거인"의 그림을 발견하지만, 토비와 닮지 않았고 토비가 몰던 빨간 트럭이 아닌 검은색 스테이션 왜건이 그려져 있다. 그는 그 그림을 가지고 간다.
제리는 스탠에게 가서 사건을 재개할 것을 요청한다. 스탠은 거절하지만, 제리에게 해당 지역의 유사 사건에 대한 정보를 더 얻어준다. 제리의 조사 결과, 지니의 사건과 동일한 수법을 보이며 해결되지 않은 지역 사건이 세 건 발견되는데, 토비는 당시 수감 중이었기 때문에 이 사건들을 저지를 수 없었다. 제리는 자신의 조사 결과와 지니의 그림을 폴락 반장과 스탠에게 제시하지만, 그들은 회의적이다.
낚시를 하던 중 제리는 사건들의 중심지 근처에 주유소가 있음을 알게 된다. 주유소를 인수한 제리는 그 뒤편의 집으로 이사하고, 지역 웨이트리스 겸 바텐더 로리와 그녀의 딸 크리시를 만난다. 그는 크리시에게 관심을 보이며 작은 가족과 친구가 된다. 어느 날 밤, 로리가 멍투성이가 된 채 제리의 집에 나타나고, (로리가 접근 금지 명령을 받아낸) 전 남편이 자신을 공격했다고 설명한다. 제리는 그들의 안전을 걱정하여 로리와 크리시가 임시로 자신과 함께 지낼 것을 제안하고, 로리는 동의한다. 제리는 서서히 크리시에게 아빠 같은 관계를 형성하고, 로리와도 연애를 시작한다.
어느 날, 지역 목사인 게리 잭슨이 주유소 밖에서 크리시를 찾아온다. 잭슨이 크리시를 자신의 교회에 초대하자 제리는 잭슨이 지니의 살인범이라고 의심한다. 제리는 낚시를 하던 중 잭슨이 크리시를 데려간 날 교회로 달려가지만, 별일 없이 무사했음을 알게 되고 잭슨이 살인범이 아님을 깨닫는다.
한편, 크리시는 뒷거울에 포큐파인 장난감이 걸린 검은색 차를 모는 남자를 만난다. 포큐파인 또한 지니의 그림에서 제리에게 인상 깊었던 부분이었다. 그날 밤, 잠자리 이야기를 읽어주던 중 크리시는 제리에게 "마법사"를 만났고, 그가 자신에게 포큐파인 사탕을 주었으며, 그들의 만남에 대해 아무에게도 말하지 말라고 했다고 말한다. (이후 장면에서는 초콜릿에 마약이 섞여 있음을 암시한다.) 크리시는 제리에게 다음 날 근처 피크닉 장소에서 "마법사"를 다시 만나기로 했다고 말한다. 제리는 크리시를 미끼로 삼아 스탠의 도움을 받아 살인범을 잡기 위한 함정 수사를 펼친다. 그러나 만남 장소로 가던 중 "마법사"가 교통사고로 사망한다. 몇 시간 후, SWAT 팀은 포기하고 제리를 홀로 남겨둔다. 그들은 로리에게 상황을 알린다. 로리는 크리시를 위험에 빠뜨렸다며 제리에게 화를 내고 그와 헤어진다.
얼마 후, 제리는 폐허가 된 주유소 앞 벤치에 홀로 앉아 있다. 낙담하고 파산하며 술에 취한 제리는 홀로 남아 살인범이 아직 밖에 있다고 중얼거린다. 그는 실제로는 살인범이 이미 죽었다는 사실을 알지 못한다.

## 출연진
- 잭 니컬슨
- 퍼트리샤 클라크슨
- 베니시오 델토로
- 에런 엑하트
- 헬렌 미렌
- 톰 누넌
- 로빈 라이트 펜
- 버네사 레드그레이브
- 미키 루크
- 샘 셰퍼드
- 해리 딘 스탠턴
- 데일 디키
- 코스터스 맨딜로어
- 마이클 오키프
- 로이스 스미스

## 기타 제작진
- 협력 제작: 브라이언 쿡
- 배역: 돈 필립스
- 미술: 빌 그룸
- 의상: 질 오해너슨